# Acridone
L'acridone est un composé organique de formule C13H9NO. Sa structure est basée sur celle de l'acridine, avec un groupe carbonyle en position 9. Elle se présente sous la forme d'un solide cristallin jaune.

## Synthèse
L'acridone peut-être synthétisée par auto-condensation de l'acide fénamique,. La réaction de Lehmstedt-Tănăsescu produit de dérivés substitués de l'acridone.
En enzymologie, l'acridone synthase (EC 2.3.1.159) est une enzyme catalysant la réaction :
3 malonyl-CoA  + N-méthylanthraniloyl-CoA {\displaystyle \rightleftharpoons } 4 CoA + 1,3-dihydroxy-N-méthylacridone + 3 CO2

## Utilisations et dérivés
Certains dérivés de l'acridone sont utilisés comme marqueurs fluorescents, en biologie moléculaire ; c'est par exemple le cas du 9,10-dihydro-9-oxoacridine-10-pentanoate de méthyle, également utilisé dans le séquençage par spectrométrie de masse de peptides. Certains de ces dérivés sont également utilisés pour mesurer l'acidité de Lewis de sels d'ions métalliques.
L'acridone est une molécule de base permettant de synthétiser de nombreux composés pharmaceutiques. La plupart des dérivés récents sont cependant encore en phase de développement, comme la 3-chloro-6-(2-diéthylamino-éthoxy)-10-(2-diéthylamino-éthyl)-acridone qui a montré des résultats prometteurs  comme antipaludique,. Certains alcaloïdes acridoniques sont également étudiés comme médicaments contre le cancer.